# Komarynski rajon
Komarynski rajon (belarusiska: Камарынскі раён)  var en rajon i Belarusiska SSR, Sovjetunionen mellan 1926 och 1962. Den hade Komaryn som centralort. Den ersattes av Brahinski rajon och Chojnitski rajon.